# Mellnitz (Poseritz)
Mellnitz ist ein Ortsteil der Gemeinde Poseritz im Landkreis Vorpommern-Rügen in Mecklenburg-Vorpommern.

## Geografie und Verkehrsanbindung
Mellnitz liegt südöstlich des Kernortes Poseritz zwischen der Mellnitz-Üselitzer Wiek und der Puddeminer Wiek.

## Sehenswürdigkeiten
- Das Gutshaus ist ein eingeschossiger, neunachsiger, sanierter Putzbau mit Krüppelwalm und zweigeschossigem, fünfachsigem Mittelrisalit. Es stammt aus der Zeit um 1830. Der kleine, sanierte Gutspark liegt an der Mellnitz-Üselitzer Wiek.